# 岡本元綱
岡本 元綱（おかもと もとつな、生没年不詳）は戦国時代の武将。父は下野宇都宮氏第18代当主宇都宮忠綱。また、下野国には清党芳賀氏の庶流に岡本氏という氏族がいたが元綱とのどのような関わりがあったかは不明である。

## 概要
下野宇都宮氏第18代当主宇都宮忠綱の庶子であり、敵対する皆川氏への備えとして栃木県西方町付近に封ぜられ、赤壁城（真名古城とも呼ばれている）を築いた。のちに越後別府に移ったという。
また、備えとして築いたはずの赤壁城は、城主である岡本氏が後に皆川氏の養子を迎え入れたので、皆川氏側の城になってしまう。さらに天正年間には岡本氏は皆川氏に敗北し赤壁城を奪取されたという。
天文8年（1539年）に、芳賀高経が壬生綱房らと謀って、宇都宮忠綱の遺児である元綱を宇都宮城主にしようとしたが、宇都宮尚綱が阻止している。